# Góry niskie

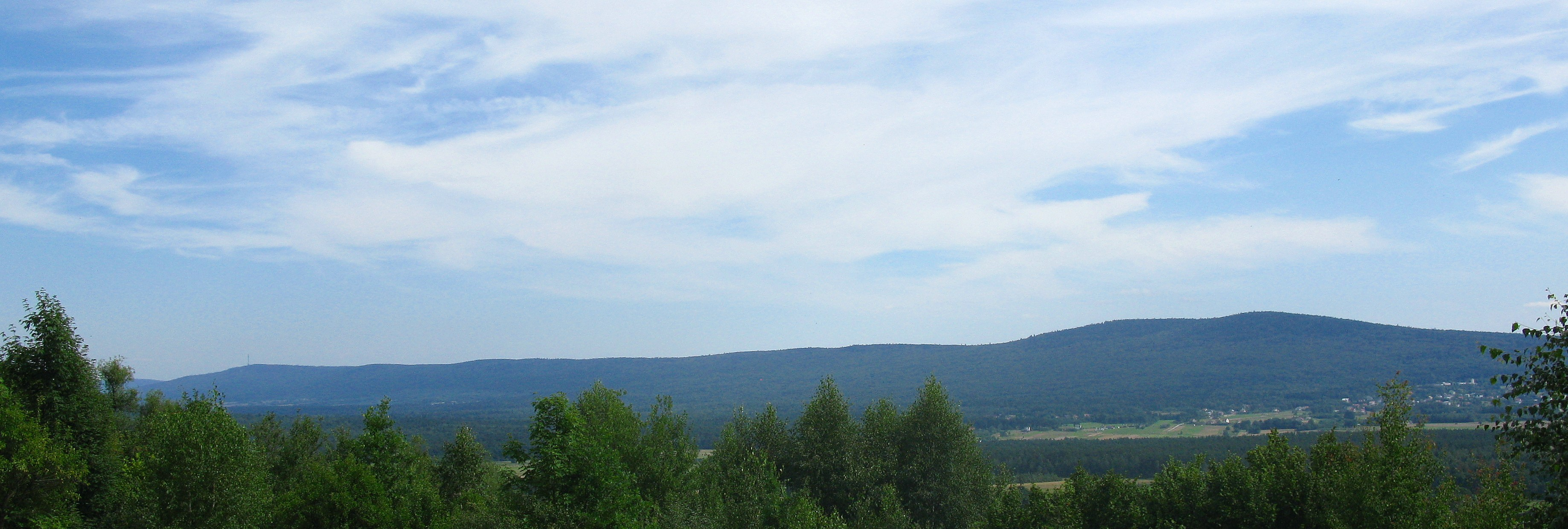
Góry Świętokrzyskie

Góry niskie – góry o wysokościach bezwzględnych sięgających 500–600 m n.p.m. i stosunkowo niewielkich wysokościach względnych. Rzeźbą są podobne do wyżyn. Charakterystyczne dla gór niskich są spłaszczone grzbiety, łagodne stoki i szerokie doliny. Przykładem takich gór w Polsce są Góry Świętokrzyskie.